# اختبار غينزلين
اختبار غينزلين المعروف أيضًا باسم مناورة غينزلين هو اختبارٌ طبي يُستخدم للكشف عن تشوهات العضلات والعظام والالتهابات الأولية المزمنة للفقرات القطنية والمفصل العجزي الحرقفي. غالبًا ما يُستخدم هذا الاختبار لفحص التهاب المفاصل الفقاري أو عرق النسا أو أي أشكالٍ أُخرى من الروماتزم، وغالبًا ما يُجرى أثناء زيارات الفحص للمرضى الذين شُخصوا بأحد الاضطرابات السابقة. سُميَّ نسبةً إلى جراح العظام فريدريك جوليوس غينزلين الذي اخترع هذا الاختبار. غالبًا ما يُجرى هذا الاختبار جنبًا إلى جنب مع اختبار باتريك [الإنجليزية] واختبار يومان [الإنجليزية].
لإجراء اختبار غينسلين يُثنى مفصل الورك إلى أقصى حدٍ على جانب واحد ويُمدد مفصل الورك المُقابل، مما يضغط على كلا المفصل العجزي الحرقفي في وقت واحد. غالبًا ما يتم ذلك عن طريق جعل المريض مستلقيًا على ظهره، ورفع الركبة للدفع نحو صدر المريض بينما يُسمح للساق الأخرى بالسقوط على جانب طاولة الفحص، وتُدفع نحو الأرض مما يؤدي إلى ثني كلٍ من المفصل العجزي الحرقفي. يمكن أيضًا إجراء الاختبار مع المريض في وضع الاستلقاء الجانبي. حيث يَستلقي المريض ويكون الجانب المصاب لأعلى ويقوم بثني الورك غير المتأثر بشكلٍ سلبي بقدر ما يكون مريحًا لصدره. يوسّع الورك المصاب مع الحفاظ على الاستقرار في الحوض. يعتبر الاختبار إيجابيًا إذا كان المريض يعاني من الألم أثناء إجراء هذا الاختبار وقد يشير إلى الحاجة إلى مزيد من الاختبارات مثل الأشعة السينية أو التصوير المقطعي المحوسب للمنطقة القطنية.